# Mahovszky József
Mahovszky József (Miskolc, 1795. március 14. – Jászberény, 1862. május 5.) bölcseleti és teológiai doktor, római katolikus plébános.

## Élete
Iskoláinak bevégeztével a papi pályára lépett; bölcseleti és teológiai doktori oklevelet szerzett. Nyelvtudása igen nagy volt, ami kitűnik etimológiai szótárából. Később az egri líceum csillagvizsgálójának igazgatója volt. 1827-től mint diósgyőri plébános lemondott javadalmáról és Kalocsán érseki könyvtárnok lett. Végül meghasonulva a világgal, a jászberényi Ferenc-rendiek zárdájába vonult vissza, ott is hunyt el 1862-ben.

## Munkái
- A felséges Ausztriai házból származott dicső királyok Magyar honunkon való országlásának harmadik százados öröm ünnepén tartatott beszéd, melyben a bölcs kormány halhatatlan érdemeit és a magyar haza hálaérzéseit élő nyelven hirdette ... a miskolczi szent Péter és Pál apostolok templomában Szent András hava 4. 1827. Miskolcz, 1828.
- Eger várának düledékei között fel emelt megváltónk koporsóemlékének felszentelésén tartott szent beszéd, melyben imádott mesterünk koporsójáról a halálra tanúságot és az igaz életre reménységet hirdetett nagy pénteken ápr. 9. 1830. Eger.

A Szalay Imre által szerkesztett M. Egyházi beszédek cz. gyűjteményben (Pest, 1832. I.) van egyházi beszéde.

### Kézirati munkája
- Etymologiai nagy szótár (melyből a Tudománytár IX. kötete 1836. mutatványt közölt.) Levele Horvát Istvánhoz: Kalocsa 1834. jan 29. (a Magyar Nemzeti Múzeumban).